# 双山子镇 (青龙县)
双山子镇，是中华人民共和国河北省秦皇岛市青龙满族自治县下辖的一个乡镇级行政单位。

## 行政区划
双山子镇下辖以下地区：
双山子村、瓦房村、沟口子村、岭下村、黄杖子村、三合店村、小巫岚村、高杖子村、半壁山村、大汇河村、古楼寺村、王杖子村、金宝沟村、大块地村、曾杖子村、康杖子村和鸡冠山村。